# Conioscinella flaviscutellata
Conioscinella flaviscutellata är en tvåvingeart som först beskrevs av Günther Enderlein 1911.  Conioscinella flaviscutellata ingår i släktet Conioscinella och familjen fritflugor. Inga underarter finns listade i Catalogue of Life.